# Chionaema kosemponica
Chionaema kosemponica är en fjärilsart som beskrevs av Embrik Strand 1917. Chionaema kosemponica ingår i släktet Chionaema och familjen björnspinnare. Inga underarter finns listade i Catalogue of Life.